# Biblioteca pública de Alamogordo
Biblioteca pública de Alamogordo (en inglés: Alamogordo Public Library) es la biblioteca pública que atiende a Alamogordo, en Nuevo México y el Condado de Otero, en los Estados Unidos. La biblioteca cuenta con una extensa colección de libros en español y de habla alemana y de materiales relacionados con el escritor occidental Eugene Manlove Rhodes.
La biblioteca pública de Alamogordo funcionó por primera vez el 1 de marzo de 1900.